# Навысен
Навысен (болг. Навъсен) — село в Болгарии. Находится в Хасковской области, входит в общину Симеоновград. Население составляет 239 человек.

## Политическая ситуация
В местном кметстве Навысен, в состав которого входит Навысен, должность кмета (старосты) исполняет Динка Иванова Тенева (Болгарская социалистическая партия (БСП)) по результатам выборов правления кметства.
Кмет (мэр) общины Симеоновград — Милена Георгиева Рангелова (Демократы за сильную Болгарию (ДСБ)) по результатам выборов в правление общины.